# Parafia św. Brata Alberta w Warszawie
Parafia św. Brata Alberta w Warszawie – parafia rzymskokatolicka należąca do dekanatu rembertowskiego, diecezji warszawsko-praskiej, metropolii warszawskiej Kościoła katolickiego, w dzielnicy Wesoła w Warszawie. Obsługiwana przez księży diecezjalnych.

## Historia
Parafia została erygowana w 1988 roku. 
Obecny kościół parafialny został wybudowany w latach 90. XX wieku.